# Schizobrachiella
Schizobrachiella är ett släkte av mossdjur. Schizobrachiella ingår i familjen Schizoporellidae.
Kladogram enligt Catalogue of Life:
| Schizobrachiella | \| \| Schizobrachiella convergens \| \| \| \| \| \| Schizobrachiella sanguinea \| \| \| \| \| \| Schizobrachiella subhexagona \| \| \| \| |
|                  | \| \| Schizobrachiella convergens \| \| \| \| \| \| Schizobrachiella sanguinea \| \| \| \| \| \| Schizobrachiella subhexagona \| \| \| \| |
|                  | Eschara |
|                  | |
|                  | Escharina |
|                  | |
|                  | Phaeostachys |
|                  | |
|                  | Schizoporella |
|                  | |
|                  | Stylopoma |
|                  | |
|                  | Schizobrachiella convergens |
|                  | |
|                  | Schizobrachiella sanguinea |
|                  | |
|                  | Schizobrachiella subhexagona |
|                  | |

|  | Schizobrachiella convergens  |
|  |                              |
|  | Schizobrachiella sanguinea   |
|  |                              |
|  | Schizobrachiella subhexagona |
|  |                              |